# Lennart R. Svensson
Lennart R. Svensson, egentligen Rolf Lennart Svensson, född 26 maj 1952 i Linköping, är en svensk skådespelare. 

## Karriär
Lennart R. Svensson studerade vid Statens Scenskola i Stockholm 1975–1978. 
Efter tre år på Unga Klara, dit Suzanne Osten tog honom, fick Svensson fast engagemang på Stockholms Stadsteater. Efter uppmärksammade roller som Armand i Kameliadamen, utroparen i Mordet på Marat och den rullskridskoåkande domaren i Maratondansen tog Per Gerhard honom till Vasateatern. Det blev tre uppsättningar på Vasan tillsammans med Carl-Gustaf Lindstedt: Min käre man, Leva loppan (som han fick privatteaterpriset för) och Inte nu älskling. I den sistnämnda uppsättningen spelade Lennart R. Svensson en av de två huvudrollerna. 
Tillbaka på Stockholms Stadsteater skapade han tillsammans med Helge Skoog Klara Soppteater. 
Sedan många år har Lennart R. Svensson ägnat sig åt improvisationsteater enligt Keith Johnstones idéer. Tillsammans med kolleger har han utvecklat dessa idéer till lärorika och underhållande shower. Han håller föreläsningar om bland annat kroppsspråk, kommunikation och gruppdynamik. 
Med Lill Lindfors som partner gjorde Lennart R. Svensson succé i showen Lill & Svensson på Maximteatern 1996. Han spelade Hitler i Arne Anka med Robert Gustafsson i titelrollen och doktor Berg i Strindbergs Svarta fanor. Han har medverkat i en lång rad TV-produktioner, bland annat tre Lars Molin-filmer: Kunglig toalett, Saxofonhallicken och Kreuger. Vidare har han medverkat i Varuhuset, Rederiet och Rosenbaddarna med mera. Har även initierat och spelat den kritikerrosade enmanspjäsen Djävla karl! om August Strindbergs livsöden på Klara soppteater, i Zimbabwe, Sarajevo, Edinburgh, Nottingham och Minneapolis. Han har framfört Djävla karl! över 270 gånger i 16 länder, på svenska och engelska.
Efter 30 år på Stockholms Stadsteater frilansar han nu och var hösten 2013 aktuell i Dramalabbets Rise to the sugarsticky sky.

## Film i urval
- 1974 - Enkel melodi
- 1982 - Gräsänklingar
- 1984 - Sköna juveler
- 1986 - I lagens namn
- 1986 - Resan till Amerika (röst som Warren T. Råtta)
- 1986 - Kunglig toalett
- 1987 - Mr big (Novellfilm)
- 1987 - Saxofonhallicken
- 1988 - Enkel resa
- 1989 - Förhöret
- 1997 - Välkommen till festen
- 1997 - Beck – Vita nätter
- 1998 - I goda händer (kortfilm)
- 2000 - Tyst som en jäder (kortfilm)
- 2002 - Kesohatten (kortfilm)
- 2003 - Berglunds begravningar
- 2004 - En fot i regnbågen (kortfilm)
- 2004 - Rubik (kortfilm)
- 2005 - Jämna plågor (kortfilm)
- 2006 - Konstfilm/Unga fångar
- 2007 - Pigment/höst
- 2007 - Memoirs in china
- 2007 - Vilse i år 3775
- 2009 - Hålan
- 2009 – Män som hatar kvinnor
- 2012 – En plats i solen

## TV i urval
- August Strindberg ett liv (TV-serie)
- Rädda Joppe (TV-serie för barn)
- Varuhuset (TV-serie)
- Rosenbaddarna (TV-serie)
- Benny och Ivar (TV-serie)
- Rederiet (TV-serie)
- Puss på dig (4 kortfilmer)
- Storstadsliv (TV-serie)
- Svensson Svensson (TV-serie)
- Snoken (TV-serie)
- Mitt sanna jag (TV-serie)
- Arne Anka (TV filmad teater)
- Ivar Kreuger (TV-serie)
- It-raketen (TV-faktafilm)

## Teater

### Roller (ej komplett)
| År   | Roll           | Produktion                                               | Regi                  | Teater                 |
| ---- | -------------- | -------------------------------------------------------- | --------------------- | ---------------------- |
| 1976 |                | Gruffet i Chiozza Carlo Goldoni                          | Rudolf Penka          | Katarinateatern        |
| 1982 | Rollo Peters   | Maratondansen Horace McCoy                               | Fred Hjelm            | Stockholms stadsteater |
| 1985 | Patrick        | Min käre man Pierrette Bruno                             | Per Gerhard           | Vasateatern            |
| 1986 |                | Leva loppan Georges Feydeau                              | Pierre Fränckel       | Vasateatern            |
| 1996 | Medverkande    | Lill & Svensson Lill Lindfors, Lennart R. Svensson m.fl. | Lars Amble            | Maximteatern           |
| 1999 | Frank Oddie    | Enligt Amy David Hare                                    | Jonas Cornell         | Stockholms stadsteater |
| 2003 | Reg Willoughby | Allt eller inget Terrence McNally och David Yazbek       | Marianne Mörck        | Stockholms stadsteater |
| 2013 |                | Rise to the sugarsticky sky Alice Hymna                  | Karin Hauptmann       | Dramalabbet            |
| 2016 | Ågust          | Djävla karl Agneta Elers-Jarleman                        | Agneta Elers-Jarleman | Stockholms stadsteater |